# Amblystegium perminimum
Amblystegium perminimum är en bladmossart som beskrevs av Stirton 1908. Amblystegium perminimum ingår i släktet Amblystegium och familjen Amblystegiaceae. Inga underarter finns listade i Catalogue of Life.